# A 10.800/1944. M. E. számú rendeletben felsorolt szerzők listája
A következő listán az 1944. április 29-én hozott „A m. kir. minisztérium 10.800/1944. M. E. számú rendelete a magyar szellemi életnek a zsidó szerzők írói műveitől való megóvása tárgyában” nevezetű rendelet mellékletében felsorolt szerzők szerepelnek. A rendelet a Sztójay-kormány idején hozott zsidókat megkülönböztető jogszabályok sorába tartozik, ezt a rendeletet követte és egészítette ki „A m. kir. miniszterelnök 11.300/1944. M. E. számú határozata a magyar szellemi életnek a zsidó szerzők műveinek a közforgalomból való kivonása” nevezetű határozat. A rendelet mellékletében felsorolt szerzők könyveit tilos volt kiadni, a kölcsönkönyvtárakban lévő példányokat pedig újrahasznosításra be kellett szolgáltatni a Magyar Papírosipari Nyersanyagbeszerző Kft-nek.

## Szerzők listája
Az alábbi rendezhető táblázat a rendelet melléklete szerinti sorrendben tartalmazza a szerzőket. Az első oszlopban a szerző arcképe szerepel, a másodikban a szerzőnek a rendeletben szereplő vezeték- és utóneve (eltérés csak abban az esetben van, ha a rendeletben nyilvánvaló az elírás) belső linkkel a megfelelő szócikkre.
A harmadik oszlop tartalmazza az író további ismert neveit, például eredeti (születési) név, felvett név, írói álnév, külföldi név vagy névváltozat (eltérő – cirill, héber – írásrendszer esetén lehetőleg az eredeti írással is) stb. Ezek a nevek egyrészt magából a rendeletből, másrészt a következő forrásokból származnak:
- Újvári Péter: Magyar zsidó lexikon
- a VIAF (Virtual International Authority File) szerzői adatbázisa[3]
- a WorldCat® Identities szerzői adatbázisa[4]
- Borbándi Gyula: Nyugati magyar irodalmi lexikon és bibliográfia[5]
- Kolosváry-Borcsa Mihály: A zsidókérdés magyarországi irodalma című könyvének függelékében lévő zsidó származású írók jegyzéke[6]
- Marschalkó Lajos: Országhódítók című könyvében is megtalálható ugyanez a névjegyzék[7]
- Kenyeres Ágnes: Magyar életrajzi lexikon 1000–1990[8]
- Székely Dávid: Magyar írók álnevei a múltban és jelenben[9]
- Székely György: Magyar színházművészeti lexikon[10]
- Alexandru Ciura: Literatura „maghiară” modernă (Modern „magyar” irodalom) című cikkének névjegyzéke[11]

Ezután következik a születés helye és ideje, majd az elhalálozás helye és ideje.

### Magyar szerzők
A mellékletben 119 név szerepel, azonban Radnóti József nevű szerző nem ismert, ez a név valószínűleg tévedésből került a listára Radnóti Miklós helyett (akinek neve a folytatásnak tekinthető 11.300/1944. M.E. sz. határozatban pontosan szerepel), tehát valójában 118 magyar szerzőt érintett a rendelet.
| Arckép | Vezetéknév, Utónév                                                | Egyéb név | Születés helye  | Születés éve | Halálozás helye           | Halálozás éve |
| ------ | ----------------------------------------------------------------- | --- | --------------- | ------------ | ------------------------- | ------------- |
|        | Abádi Imre                                                        | Dunajecz Jakab Abádi Dunajec Imre | Tiszaabád       | 1883         | ?                         | ?             |
|        | Adorján Andor                                                     | Lachenbacher Andor Adorján André | Szombathely     | 1883         | Eaubonne                  | 1966          |
|        | Ágai Adolf                                                        | Rosenzweig Adolf Csicseri Bors Forgó bácsi Forgó Péter Kraxelhuber Tóbiás Mokány Berczi Spitzig Iczig Porzó Tömb Szilárd                                                                  | Jánoshalma      | 1836         | Budapest                  | 1916          |
|        | Andai Ernő                                                        | Axelrad | Budapest        | 1900         | Budapest                  | 1979          |
|        | Antal Sándor                                                      | Adler | Nagyvárad       | 1882         | ?                         | 1944          |
|        | Balázs Béla                                                       | Bauer Herbert Balash, Bela | Szeged          | 1884         | Budapest                  | 1949          |
|        | Ballagi Ernő                                                      | Bloch Ernő | Budapest        | 1890         | ?                         | ?             |
|        | Barát Endre                                                       | Breuer Baráth Endre Friend, Andrew | Nagykáta        | 1907         | Budapest                  | 1976          |
|        | Barta Lajos                                                       | Krausz Lajos | Kistapolca      | 1878         | Budapest                  | 1964          |
|        | Barta Sándor                                                      | Барта, Шандор Барта, Александр | Budapest        | 1897         | Moszkva                   | 1938          |
|        | Bede Jób                                                          | Rosenberg Jakab Rosenberg, lacob | Szilágysomlyó   | 1858         | Budapest                  | 1919          |
|        | Békeffi László                                                    | Békefi László Békeffy László Kann | Szeged          | 1891         | Zürich                    | 1962          |
|        | Benamy Sándor                                                     | Ben Ami Ben Ami Sándor Berger Salamon | Sáp             | 1899         | Budapest                  | 1989          |
|        | Bernstein Béla                                                    | | Várpalota       | 1868         | Auschwitz                 | 1944          |
|        | Bíró Lajos                                                        | Blau Lajos Biró Lajos Biro, Lajos Biro, Ludwig | Bécs            | 1880         | London                    | 1948          |
|        | Boros László                                                      | Beimel | Budapest        | 1893         | Bécs                      | 1974          |
|        | Boross Mihály                                                     | Boros Miksa Weiner Miksa | Kiscell         | 1877         | ?                         | 1944          |
|        | Böhm Vilmos                                                       | Bőhm Vilmos Böhm, Wilhelm Boehm, Wilhelm | Budapest        | 1880         | Stockholm                 | 1949          |
|        | Bródy Sándor                                                      | Brody, Alexander | Eger            | 1863         | Budapest                  | 1924          |
|        | Buchinger Manó                                                    | | Nyitra          | 1875         | Budapest                  | 1953          |
|        | Buk Miklós                                                        | Buk, Miklos Buk, Mose Buk, Nicholas משה בוק | Kunmadaras      | 1907         | Haifa                     | 1962          |
|        | Bús-Fekete László                                                 | Trauerschwarz Pinkász Bus-Fekete, Ladislaus Bús-Fekete, Lázló Bush-Fekete, Leslie | Kecskemét       | 1896         | Los Angeles               | 1971          |
|        | Dénes Gyula                                                       | Freireich |                 | 1899         |                           |               |
|        | Dénes Zsófia                                                      | Deutsch Nagy Andorné Nagy Zsófia Szalatnyay Józsefné | Budapest        | 1885         | Budapest                  | 1987          |
|        | Dévény Jenő                                                       | Deutsch Jenő | Újpest          | 1879         |                           |               |
|        | Drégely Gábor                                                     | Dessauer Drégely, Gabriel | Budapest        | 1883         | Budapest                  | 1944          |
|        | Erdős Renée                                                       | Ehrental Regina Erdős Renáta Erdős Arturné Réz Bálint | Érseklél        | 1879         | Budapest                  | 1956          |
|        | Fábián Béla                                                       | Feuermann Fabian, Bela | Tállya          | 1889         | San Juan                  | 1966          |
|        | Falus László                                                      | Frankl |                 | 1896         |                           |               |
|        | Faragó Jenő                                                       | Frankfurter Miráco | Pest            | 1872         | Budapest                  | 1940          |
|        | Fazekas Imre                                                      | Frey | Budapest        | 1887         | Budapest                  | 1949          |
|        | Feleky László                                                     | Füchsel |                 | 1890         |                           | 1937          |
|        | Fényes Jenő                                                       | Feuerwerker | ?               | 1888         | ?                         | ?             |
|        | Fényes Samu                                                       | Fein Feierlicht Salamon Fényes Salamon Lucentius | Tállya          | 1863         | Bécs                      | 1937          |
|        | Fenyő Miksa                                                       | Fleischmann Miksa Hungaricus Viator | Mélykút         | 1877         | Bécs                      | 1972          |
|        | Fodor László                                                      | Friedländer Fedor, Ladislaus Fodor, Ladislao Fodor, Ladislas Fodor, Ladislaus Fodor, Laszlo Fodor, Lazlo                                                                                  | Budapest        | 1898         | Los Angeles               | 1978          |
|        | Forró Pál                                                         | Fischer Friedmann Forro, Paul | Budapest        | 1884         | Budapest                  | 1942          |
|        | Földes Imre                                                       | Fleischmann Földes, Emerich Földes, Emmerich Földes, Emric | Kaposvár        | 1881         | Budapest                  | 1958          |
|        | Földes Jolán                                                      | Friedländer Jolán Grünfeld Foldes, Jolan Foldes, Yolanda Foldes, Yolande Földes, Jolanda Földes, Jolande Földes, Yolanda Földes, Jolanta Foeldes, Jolán Foeldes, Yolande Clarent, Yolanda | Kenderes        | 1902         | London                    | 1963          |
|        | Földi Mihály                                                      | Frankl Miksa Frank Frankl Miksa Földi, Michael | Budapest        | 1894         | Budapest                  | 1943          |
|        | Füst Milán                                                        | Fürst Milán Konstantin | Budapest        | 1888         | Budapest                  | 1967          |
|        | Gábor Andor                                                       | Greiner Andor Gabor, Andor Габор, Андор | Újnéppuszta     | 1884         | Budapest                  | 1953          |
|        | Gál Imre                                                          | Grünfeld |                 | 1899         |                           |               |
|        | Gárdos Mária                                                      | Grünfeld Mariska Gárdos Mariska Pintér Györgyné | Nagyberény      | 1885         | Budapest                  | 1973          |
|        | Garvay Andor                                                      | Garvai Andor | Máramarossziget | 1875         | Amerikai Egyesült Államok | 1927          |
|        | Gelléri Mór                                                       | Glück Gelléri, Moritz | Apátfalva       | 1854         | Budapest                  | 1915          |
|        | Gellért Oszkár                                                    | Goldmann Oszkár | Budapest        | 1882         | Budapest                  | 1967          |
|        | Gergely Győző                                                     | Ungár | Helpa           | 1877         | Budapest                  | 1945          |
|        | Gergely Sándor                                                    | Grünbaum Sándor Gergelj, Šandor Гергель, Шандор Гергель, Александр Гергели, Шандор Гергей, Шандор Гергей, Александр                                                                       | Sopronkeresztúr | 1896         | Budapest                  | 1966          |
|        | Giszkalay János                                                   | Widder Dávid דוד וידר Erda Giszkalai János Gus-Cháláv, Jochánán Gush Halav, János יוחנן גוש-חלב                                                                                           | Nyitra          | 1888         | Haifa                     | 1951          |
|        | Göndör Ferenc                                                     | Krausz Náthán | Bihardiószeg    | 1885         | New York                  | 1954          |
|        | Halmi Bódog                                                       | Herz | Pápa            | 1879         | Budapest                  | 1957          |
|        | Halmi József                                                      | Halmi, Josef | Budapest        | 1893         | Tel-Aviv                  | 1967          |
|        | Hatvany Lajos                                                     | Deutsch, Ludwig Deutsch Lajos Hatvany-Deutsch Lajos Hatvany, Ludwig | Budapest        | 1880         | Budapest                  | 1961          |
|        | Hatvany Lili                                                      | Hatvany Lily Madarassy-Beck Gyuláné | Hatvan          | 1890         | New York                  | 1968          |
|        | Ignotus                                                           | Veigelsberg Hugó Emma Emma asszony Ignotus Hugó | Pest            | 1869         | Budapest                  | 1949          |
|        | Ignotus Pál                                                       | Veigelsberg Pál Ignotus, Paul | Budapest        | 1901         | London                    | 1978          |
|        | Indig Ottó                                                        | | Brassó          | 1890         | Bellinzona                | 1969          |
|        | Jászai Samu                                                       | Jaitelesz | Szécsény        | 1859         | Budapest                  | 1927          |
|        | Jászi Oszkár                                                      | Jakubovics Jaszi, Oszkar Jaszi, Oskar Jaszi, Oscar | Nagykároly      | 1875         | Oberlin                   | 1957          |
|        | Jób Dániel                                                        | Ziffer Dávid | Arad            | 1880         | Budapest                  | 1955          |
|        | Kabos Ede                                                         | Rosenberg Albert Ede Kabos, Eduard | Nagykároly      | 1864         | Abbázia                   | 1923          |
|        | Kaczér Illés                                                      | Stern Ignác Katz אילש קוצר | Szatmár         | 1887         | Tel-Aviv                  | 1980          |
|        | Kahána Mózes                                                      | Kahana, Moses Кахана, Мозеш Кахана, Моисей Генрихович Kakhana, Moiseĭ Genrikhovich Cahana, Moseş Gyergyai Zoltán Joel Béla Térítő Pál Köves Miklós Teo Zare                               | Gyergyóbékás    | 1897         | Budapest                  | 1974          |
|        | Kenéz-Kurländer Ede                                               | Kurländer Ede |                 | 1870         |                           | 1952          |
|        | Kiss József                                                       | Kiss, Josef Kiss, Joseph Kiš, Jožef Szentesi Rudolf | Mezőcsát        | 1843         | Budapest                  | 1921          |
|        | Kner Izidor                                                       | Kner Isidor | Gyoma           | 1860         | Gyoma                     | 1935          |
|        | Kóbor Tamás                                                       | Berman Adolf Bermann Adolf Kóbor, Thomas | Pozsony         | 1867         | Budapest                  | 1942          |
|        | Kóbor Noémi                                                       | Bermann Noémi Kallós Istvánné | Budapest        | 1896         | Budapest                  | 1959          |
|        | Korcsmáros Nándor                                                 | Reich | Siófok          | 1883         | Bécs                      | 1959          |
|        | Kunfi Zsigmond                                                    | Kohn Zsigmond Kunstätter | Nagykanizsa     | 1879         | Bécs                      | 1929          |
|        | Lakatos László                                                    | Kellner Lakatos, Ladislaus | Budapest        | 1882         | Nizza                     | 1944          |
|        | Lázár Miklós                                                      | Léderer Lederer Boda Bálint | Nyíregyháza     | 1887         | Baden bei Wien            | 1968          |
|        | Lengyel Menyhért                                                  | Lebovics Menyhért Lengyel, Melchior Lebbeus, Mitchell | Balmazújváros   | 1880         | Budapest                  | 1974          |
|        | Lenkei Henrik                                                     | Gutmann Henrik | Pécs            | 1863         | Budapest                  | 1943          |
|        | Lukács György                                                     | Löwinger György Bernát Lukács, Georg Lukacs, George Lukacs, Georges Lukach, Georg Szegedi Lukács, György                                                                                  | Budapest        | 1885         | Budapest                  | 1971          |
|        | Markovits Rodion                                                  | Markovits Jakab Markovitz Rodion Kajab | Kisgérce        | 1884         | Temesvár                  | 1948          |
|        | Márkus József                                                     | Satanello Rip von Winkle M-s Czirok Alfonz | Nagyvárad       | 1854         | San Remo                  | 1911          |
|        | Mezei Ernő                                                        | Grünfeld | Sátoraljaújhely | 1851         | Budapest                  | 1932          |
|        | Mezei Mór                                                         | Grünfeld | Sátoraljaújhely | 1836         | Budapest                  | 1925          |
|        | Mezőfi Vilmos                                                     | Grünfeld | Debrecen        | 1870         | Budapest                  | 1947          |
|        | Molnár Ákos                                                       | | Budapest        | 1895         | Budapest                  | 1945          |
|        | Molnár Ferenc                                                     | Neumann Ferenc | Budapest        | 1878         | New York                  | 1952          |
|        | Molnár Jenő                                                       | Müller Jakab | Szabadka        | 1880         | Budapest                  | 1933          |
|        | Mónus Illés                                                       | Brandstein Illés | Balta           | 1888         | Budapest                  | 1944          |
|        | Nádas Sándor                                                      | Neumann | Budapest        | 1883         | New York                  | 1942          |
|        | Nagy Imre                                                         | Fischer Ignác |                 | 1882         |                           | 1941          |
|        | Nóti Károly                                                       | Noti, Karl | Tasnád          | 1892         | Budapest                  | 1954          |
|        | Osvát Ernő                                                        | Roth Ezékiel Róth Ezékiel | Nagyvárad       | 1876         | Budapest                  | 1929          |
|        | Pásztor Árpád                                                     | Pikler Pastor, Arpad | Ungvár          | 1877         | Budapest                  | 1940          |
|        | Peterdi Andor                                                     | Pollák | Sopornya        | 1881         | Budapest                  | 1958          |
|        | Pogány József                                                     | Schwartz József Шварц, Йожеф Pogány, Joseph Погань, Йожеф Pepper, John | Budapest        | 1886         | Szovjetunió               | 1939?         |
|        | Propper Sándor                                                    | | Debrecen        | 1877         | Budapest                  | 1956          |
|        | Radnóti József elírás, Radnóti Miklós helyett került a rendeletbe | |                 |              |                           |               |
|        | Ráskai Ferenc                                                     | Krausz | Komárom         | 1883         | Budapest                  | 1942          |
|        | Relle Pál                                                         | Reichmann | Budapest        | 1883         | Budapest                  | 1955          |
|        | Révész Béla                                                       | Roth Benjámin | Esztergom       | 1876         | Auschwitz                 | 1944          |
|        | Révész Mihály                                                     | Reisner | Kemenesmihályfa | 1884         | Budapest                  | 1977          |
|        | Róheim Géza                                                       | | Budapest        | 1891         | New York                  | 1953          |
|        | Roboz Imre                                                        | | Budapest        | 1892         | Budapest                  | 1945          |
|        | Sass Irén                                                         | Kellner Irén Bokor Józsefné |                 | 1898         |                           | 1969          |
|        | Somlyó Zoltán                                                     | Schwartz Zoltán | Alsódomboru     | 1882         | Budapest                  | 1937          |
|        | Somogyi Béla                                                      | Steiner | Halastó         | 1868         | Újpest                    | 1920          |
|        | Sós Endre                                                         | Schlesinger | Budapest        | 1905         | Budapest                  | 1969          |
|        | Szabó Ervin                                                       | Schlesinger Sámuel Ármin | Szlanica        | 1877         | Budapest                  | 1918          |
|        | Szabolcsi Lajos                                                   | Weinstein | Budapest        | 1889         | Budapest                  | 1943          |
|        | Szabolcsi Miksa                                                   | Weinstein | Tura            | 1857         | Balatonfüred              | 1915          |
|        | Szatmári Mór                                                      | Gottlieb | Józsefháza      | 1856         | Budapest                  | 1931          |
|        | Szép Ernő                                                         | Schön Ezékiel | Huszt           | 1884         | Budapest                  | 1953          |
|        | Szilágyi Géza                                                     | Silbermann | Budapest        | 1875         | Budapest                  | 1958          |
|        | Szomaházy István                                                  | Steiner Arnold Steiner Andor | Veszprém        | 1864         | Budapest                  | 1927          |
|        | Szomory Dezső                                                     | Weisz Mór | Pest            | 1869         | Budapest                  | 1944          |
|        | Szőke Szakáll                                                     | Grünwald Gerő-Grünwald János Jenő Gerő-Grünwald Jenő Gerő Jenő Gero, Jacob Szakall, Szoke S.Z., Sakall Szoke, Szakall Szoke, Sakall Cuddles                                               | Budapest        | 1884         | Los Angeles               | 1955          |
|        | Újhelyi Nándor                                                    | Ujhelyi Nándor Kammerlohr, Franz | Budapest        | 1888         | London                    | 1933          |
|        | Vadnay László                                                     | Wolf Vadnai László Vadnai, Laslo Vadnai, Ladislaus Vadnay, Laslo Vadnay, Leslie | Budapest        | 1904         | Budapest                  | 1967          |
|        | Várnai Zseni                                                      | Weisz Eugénia | Nagyvázsony     | 1890         | Budapest                  | 1981          |
|        | Vázsonyi Vilmos                                                   | Weiszfeld | Sümeg           | 1868         | Baden bei Wien            | 1926          |
|        | Weltner Jakab                                                     | | Budapest        | 1873         | Budapest                  | 1936          |
|        | Zsolt Béla                                                        | Steiner Béla | Komárom         | 1895         | Budapest                  | 1949          |

### Külföldi szerzők
A rendeletben 34 külföldi szerző neve van felsorolva (ebből kettő nem beazonosítható). A szerzők többsége (20) német nyelvterületen (Osztrák–Magyar Monarchia, Német Birodalom) született, ezen kívül főként Franciaországban (5) és az Orosz Birodalomban (6) született szerzők szerepelnek.
| Arckép | Vezetéknév, Utónév                                            | Egyéb név | Születés helye     | Születés éve | Halálozás helye   | Halálozás éve |
| ------ | ------------------------------------------------------------- | --- | ------------------ | ------------ | ----------------- | ------------- |
|        | Asch, Schalom                                                 | Asz, Szalom שלום אַש Asch, Sholem Asch, Shalom Ash, Shalom                                                                             | Kutnia             | 1880         | London            | 1957          |
|        | Baum, Vicki                                                   | Baum, Hedwig Baum, Vicky | Bécs               | 1888         | Hollywood         | 1960          |
|        | Bernard, Tristan                                              | Bernhard, Tristan Bernard, Paul | Besançon           | 1866         | Párizs            | 1947          |
|        | Bernstein, Eduard                                             | | Schöneberg         | 1850         | Berlin            | 1932          |
|        | Bernstein, Henri                                              | Bernstein, Henry Bernstein, Henry Léon Gustave Charles Bernstein, Henri-Léon-Gustave-Charles                                          | Párizs             | 1876         | Párizs            | 1953          |
|        | Bettauer, Hugo                                                | Bettauer, Maximilian Hugo | Baden              | 1872         | Bécs              | 1925          |
|        | Bloch, Jean                                                   | Bloch, Jean-Richard | Párizs             | 1884         | Párizs            | 1947          |
|        | Brod, Max                                                     | מקס ברוד | Prága              | 1884         | Tel-Aviv          | 1968          |
|        | Buber, Martin                                                 | מרטין בובר מארטין בובער | Bécs               | 1878         | Jeruzsálem        | 1965          |
|        | Dekobra, Maurice                                              | Tessier, Mauric Tessier, Ernest Maurice Charle                                                                                        | Párizs             | 1885         | Párizs            | 1973          |
|        | Dimov, Oszip                                                  | Dymov, Osip Дымов, Осип Перельман, Иосиф Исидорович                                                                                   | Białystok          | 1878         | New York City     | 1959          |
|        | Ehrenburg, Ilja Grigorjevics                                  | Эренбург, Илья Григорьевич | Kijev              | 1891         | Moszkva           | 1967          |
|        | Feuchtwanger, Lion                                            | | München            | 1884         | Los Angeles       | 1958          |
|        | Freud, Sigmund                                                | Freud, Sigismund Schlomo | Freiberg in Mähren | 1856         | London            | 1939          |
|        | Kellermann, Bernhard                                          | | Fürth              | 1879         | Potsdam           | 1951          |
|        | Kerr, Alfred                                                  | Kempner, Alfred | Breslau            | 1867         | Hamburg           | 1948          |
|        | Kisch, Egon Erwin                                             | Kisch, Egon Kisch, Egon Ervin | Prága              | 1885         | Prága             | 1948          |
|        | Körber, Lili                                                  | Muth, Agnes | Moszkva            | 1897         | New York City     | 1982          |
|        | Lassalle, Ferdinand                                           | Lassälle, Ferdinand Lassal, Ferdinand Johann Gottlieb                                                                                 | Breslau            | 1825         | Carouge           | 1864          |
|        | Ludwig, Emil                                                  | Cohn, Emil | Breslau            | 1881         | Ascona            | 1948          |
|        | Maurois, André                                                | Herzog, Émile Salomon Wilhelm | Elbeuf             | 1885         | Neuilly-sur-Seine | 1967          |
|        | Marx, Karl                                                    | Marx Károly | Trier              | 1818         | London            | 1883          |
|        | Miasa, Rabbach                                                | |                    |              |                   |               |
|        | Nordau, Max                                                   | Nordau, Max Simon Südfeld, Simon Maximilian Südfeld, Simcha Südfeld, Simon Miksa                                                      | Pest               | 1849         | Párizs            | 1923          |
|        | Opatoshu, Joseph                                              | Opatosuh, Josef Opatowski, Yosef Meir Opatoszu, Józef Opatovsky, Joseph יוסף אָפּאַטאָשו                                                  | Mława              | 1886         | New York City     | 1954          |
|        | Salten, Felix                                                 | Salzmann, Siegmund Salzmann Zsigmond Mutzenbacher, Josephine                                                                          | Pest               | 1869         | Zürich            | 1945          |
|        | Schnitzler, Arthur                                            | | Bécs               | 1862         | Bécs              | 1931          |
|        | Mojhér Szforim, Mendele                                       | Szfurim Mendale Moscher Мойхер-Сфорим, Менделе מנדלי מוכר ספרים Соломон Моисеевич Solem Jankev Abramovics Соломон Моисеевич Абрамович | Minszk             | 1835         | Odessza           | 1917          |
|        | Werfel, Franz                                                 | Werfel, Franz Viktor | Prága              | 1890         | New York City     | 1945          |
|        | Wassermann, Jakob                                             | | Fürth              | 1873         | Altaussee         | 1934          |
|        | Zarek, Otto                                                   | | Berlin             | 1898         | Nyugat-Berlin     | 1958          |
|        | Zweig, Otto (valószínűleg elírás, talán Arnold Zweig helyett) | |                    |              |                   |               |
|        | Zweig, Stefan                                                 | | Bécs               | 1881         | Petrópolis        | 1942          |
|        | Zangwill, Israel                                              | | London             | 1864         | Midhurst          | 1926          |